# Église Saint-Pierre de Pierrevert
Pour les articles homonymes, voir Église Saint-Pierre.
L'église Saint-Pierre de Pierrevert, église paroissiale de la commune, placée sous le patronage de saint Patrice, est une église de style roman située sur la commune de Pierrevert dans le département des Alpes-de-Haute-Provence en France.

## Histoire
Construite au Moyen Âge (vers le milieu du XIIe siècle), la première église ne comprenait que la petite chapelle du Rosaire. Plus tard, en raison de l’accroissement de la population, on construisit la grande nef. Enfin, en 1822, on y ajouta une troisième nef dite de Saint-Roch. Ces agrandissements successifs, exécutés à de longs siècles d’intervalle, ont fait de notre église un monument disparate et original.
Inscrit au titre des Monuments historiques par arrêté du 27 octobre 1937, le portail du XVIe siècle, issu d’une autre église démolie, fut installé en 1704 pour orner celle de Saint-Pierre.
Originale, la façade sud se termine par un fronton trilobé, coiffé d’une petite croix en fer forgé.

## Architecture
L'église est de style roman. 

## Le clocher
Il domine le village de Pierrevert. Composé de quatre arcades et d’une flèche, sa grande cloche date de 1810.